# Bredtjärnen (Heds socken, Västmanland)
Bredtjärnen är en sjö i Skinnskattebergs kommun i Västmanland och ingår i Norrströms huvudavrinningsområde. Sjön är 6,1 meter djup, har en yta på 0,0667 kvadratkilometer och är belägen 109 meter över havet.

## Delavrinningsområde
Bredtjärnen ingår i det delavrinningsområde (661995-149589) som SMHI kallar för Utloppet av Åndern. Medelhöjden är 96 meter över havet och ytan är 22,2 kvadratkilometer. Räknas de 38 avrinningsområdena uppströms in blir den ackumulerade arean 582,35 kvadratkilometer. Hedströmmen som avvattnar avrinningsområdet har biflödesordning 3, vilket innebär att vattnet flödar genom totalt 3 vattendrag innan det når havet efter 178 kilometer. Avrinningsområdet består mestadels av skog (66 procent) och sankmarker (12 procent). Avrinningsområdet har 1,18 kvadratkilometer vattenytor vilket ger det en sjöprocent på 5,3 procent. Bebyggelsen i området täcker en yta av 0,4 kvadratkilometer eller 2 procent av avrinningsområdet.